# Gilbert de Clare, 1. Earl of Pembroke
Gilbert Fitz Gilbert de Clare, 1. Earl of Pembroke, genannt Strongbow (* 1100 in Tonbridge; † 6. Januar 1148) war ein anglo-normannischer Adliger.
Gilbert de Clare war der zweite Sohn von Gilbert FitzRichard, Lord of Clare (Haus Clare), und dessen Frau Adelisa de Clermont. Sein Bruder war Richard FitzGilbert de Clare.
Von seinem Onkel väterlicherseits, Roger de Clare, erbte er nach 1131 die Herrschaften Bienfaite und Orbec in der Normandie. Von seinem weiteren Onkel väterlicherseits, Walter (Gautier) de Clare, erbte er 1138 die Herrschaft Nether Gwent mit der Burg Strigoil in Wales. Um 1138 ernannte ihn König Stephan von England zum Earl of Pembroke und gab ihm die Burg Pevensey. Bereits 1135 hatte König Stephan ihn zu seinem Marschall ernannt.
Er heiratete um 1130 die vormalige Mätresse König Heinrichs I. von England, Isabel de Beaumont († nach 1172), Tochter des Robert de Beaumont, Graf von Meulan, Herr von Beaumont-le-Roger, Earl of Leicester, und seiner Frau Isabel de Vermandois. Mit ihr hatte er einen Sohn und eine Tochter:
- Richard de Clare, 2. Earl of Pembroke, genannt Strongbow, sein Erbe;
- Basila, ⚭ (1) 1174 Raymond FitzGerald „der Dicke“, Konstabler von Leinster, ⚭ (2) Geoffrey FitzRobert Lord of Kells, Steward von Leinster.

Gilbert wurde in der Abtei von Tintern begraben, die sein Onkel Walter 1131 gestiftet hatte.